# Ibstock
Ibstock is een civil parish in het bestuurlijke gebied North West Leicestershire, in het Engelse graafschap Leicestershire met 6201 inwoners.